# Provincia Galápagos
Provincia Galápagos este unitatea administrativă prin care Ecuadorul administrează Insulele Galápagos. Provincia este formată din 3 cantoane, denumite Isabela, Santa Cruz, San Cristóbal, iar capitala provinciei este localitatea Puerto Baquerizo Moreno, aflată pe insula San Cristóbal, aflată în extremitatea estică a arhipelagului.

## Legături externe
Materiale media legate de Provincia Galápagos la Wikimedia Commons
1. ↑  Densidad poblacional, según provincia de residencia (în spaniolă), accesat în 11 ianuarie 2025